# Ukrainische Botschaft in Zagreb
Die Ukrainische Botschaft in Zagreb ist die diplomatische Vertretung der Ukraine in Kroatien. Das Botschaftsgebäude befindet sich in der Voćarska cesta 52 in Zagreb. Ukrainischer Botschafter in Kroatien ist seit Dezember 2019 Wassyl Kyrylytsch.

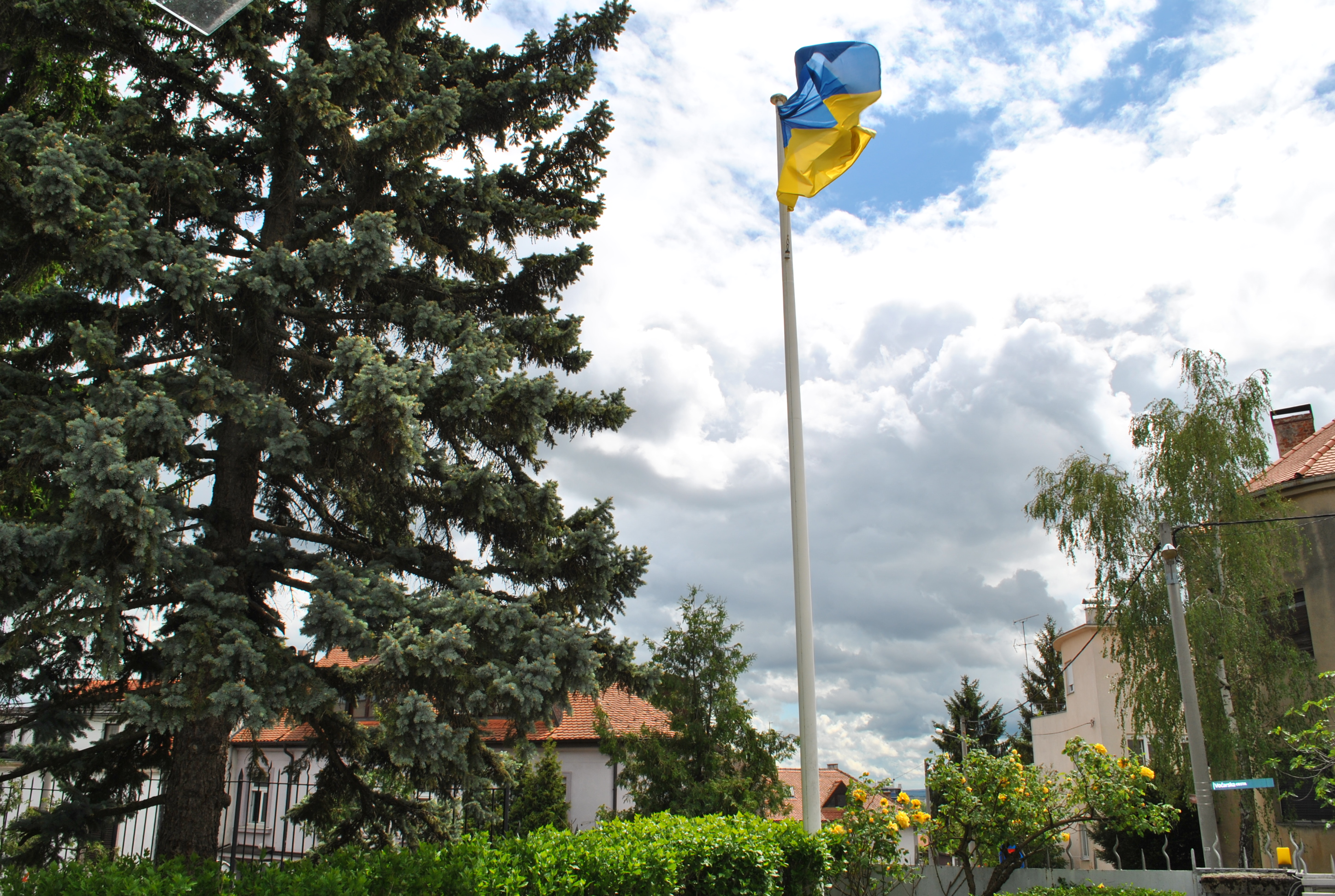

## Geschichte

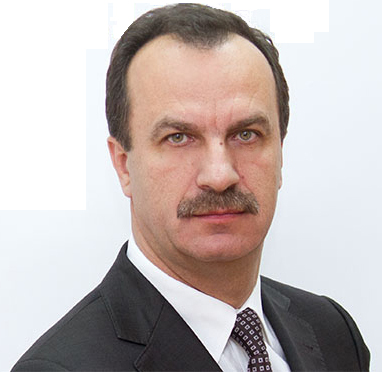
Wassyl Kyrylytsch, Botschafter seit 2019

Nach dem Zerfall der Sowjetunion erklärte sich die Ukraine im August 1991 für unabhängig. Kroatien erkannte diese am 5. Dezember 1991 als unabhängigen Staat an. Die Aufnahme diplomatischer Beziehungen zu Kroatien wurde im Januar 1994 vereinbart. Die Botschaft in Zagreb wurde 1995 eröffnet. Als erster Botschafter war Anatolij Schostak akkreditiert.
Im Jahr 2019 wurde eine Kooperation zwischen den Diplomatischen Hochschulen beider Länder vereinbart.

## Konsulareinrichtungen der Ukraine in Kroatien
- Konsularabteilung der Botschaft der Ukraine in Zagreb

## Botschaftsgebäude in Kroatien
Sitz der Botschaft ist in der Voćarska cesta 52 im Nordosten des Zentrums der kroatischen Hauptstadt.

## Botschafter und Gesandte der Ukraine in Kroatien
- Anatolij Schostak (1995–2001)
- Andrij Olefirow (2001)
- Wiktor Kyryk (2001–2006)
- Markijan Lubkiwskyj (2006–2009)
- Borys Sajtschuk (2009–2010)
- Anatolij Tschernyschenko (2010)
- Oleksandr Lewtschenko (2010–2017)
- Jaroslaw Simonow (2018)
- Serhij Horopacha (2019)
- Wassyl Kyrylytsch (2019–)